# Местечкин, Шмуэль
Шмуэль Местечкин (1908, Васильков, Васильковский уезд, Киевская губерния, Российская империя, ныне Киевская область, Украина — 2004) — известный израильский архитектор середины XX века.

## Биография
Шмуэль Местечкин родился в еврейской семье на Украине, входившей тогда в Российскую империю. Совершил алию в Эрец-Исраэль в 1915 году. Изучал архитектуру в стиле баухаус в Дессау, Германия, с 1931 по 1933 год. В 1934-м вернулся в Израиль и начал работать в фирме архитектора Йозефа Нойфельда (Joseph Neufeld). В 1934-м основал свою фирму. Был директором департамента карт в Пальмахе (1941—1943). С 1943 года являлся архитектором кибуцов «Ха-шомер ха-цаир». В 1980-м первым получил знак почётного архитектора.

## Избранные проекты и постройки
- Библиотека. — Гиват-Хавива, Израиль
- Столовая. — Кибуц Мизра[англ.], Израиль
- Жилое здание «White Gallery House». — улица Рупин, 12, Тель-Авив, Израиль
- Жилое здание «Chicken House». — Мизра, Израиль
- Жилое здание. — улица Хабима, 4, Тель-Авив, Израиль